# Kurkławki
Kurkławki (deutsch Korklack) ist ein kleiner Ort in der polnischen Woiwodschaft Ermland-Masuren und gehört zur Gmina Barciany (Landgemeinde Barten) im Powiat Kętrzyński (Kreis Rastenburg).

## Geographische Lage
Kurkławki liegt nur wenige hundert Meter südlich der polnischen Staatsgrenze zur russischen Oblast Kaliningrad (Gebiet Königsberg (Preußen)) in der nördlichen Mitte der Woiwodschaft Ermland-Masuren, fünf Kilometer südöstlich der früheren Kreisstadt Gerdauen (heute russisch Schelesnodoroschny) bzw. 27 Kilometer nördlich der heutigen Kreismetropole Kętrzyn (deutsch Rastenburg).

## Geschichte
Das einstige Korklauken – nach 1438 Korcklack, nach 1785 bis 1945 Korklack genannt – wurde vor 1382 gegründet. Am 9. April 1874 wurde der kleine Gutsort ein Amtsdorf und damit namensgebend für einen neu errichteten Amtsbezirk im Kreis Gerdauen im Regierungsbezirk Königsberg innerhalb der preußischen Provinz Ostpreußen. Im Jahre 1910 zählte der Gutsbezirk Korklack 268 Einwohner.
Am 30. September 1928 wurde die Exklave Henriettenfeld (polnisch Sławosze) des Gutsbezirks Korklack nach Assaunen (polnisch Asuny) umgemeindet. Am gleichen Tag schloss sich der Gutsbezirk Korklack mit der Landgemeinde Doyen (1938 bis 1945 Dugen, polnisch Duje) und den beiden Gutsbezirken Kanoten (polnisch Kanoty, nicht mehr existent) und Posegnick (russisch Sori, nicht mehr existent) zur neuen Landgemeinde Posegnick zusammen. Am 6. März 1932 wurde dementsprechend der Amtsbezirk Korklack in „Amtsbezirk Assaunen“ umbenannt.
In Kriegsfolge wurde 1945 das gesamte südliche Ostpreußen an Polen überstellt. Das traf auch das wenige hundert Meter vom nördlichen und nach Russland überstellten Teil Ostpreußens entfernt liegende Korklack, das die polnische Namensform „Kurkławki“ erhielt. Heute gehört die Siedlung (polnisch Osada) zur Landgemeinde Barciany (Barten) im Powiat Kętrzyński (Kreis Rastenburg), bis 1998 der Woiwodschaft Olsztyn, seither der Woiwodschaft Ermland-Masuren zugehörig. Kurkławki scheint heute als unbewohnt zu gelten und den Orten zugeordnet zu werden, die in der Nachkriegszeit verschwunden sind.

### Amtsbezirk Korklack (1874–1932)
Der Amtsbezirk Korklack bestand bei seiner Gründung aus drei Orten:
| Deutscher Name | Polnischer Name | Bemerkungen                                  |
| -------------- | --------------- | -------------------------------------------- |
| Assaunen       | Asuny           |                                              |
| Heiligenstein  | Święty Kamień   | 1928 nach Assaunen eingemeindet              |
| Korklack       | Kurkławki       | 1928 in die Gemeinde Posegnick eingegliedert |

Im Jahre 1932 wurde der Amtsbezirk Assaunen errichtet, der bis 1945 bestand und lediglich aus der Gemeinde Assaunen bestand.

## Kirche

### Evangelisch
Bis 1945 war Korklack in die evangelische Kirche Gerdauen in der Kirchenprovinz Ostpreußen der Kirche der Altpreußischen Union eingepfarrt. Heute geören die evangelischen Einwohner Kurkławkis zur Kirchengemeinde Barciany, einer Filialgemeinde der Johanneskirche Kętrzyn (Rastenburg) in der Diözese Masuren der Evangelisch-Augsburgischen Kirche in Polen.

### Katholisch
Die vor 1945 zahlenmäßig wenigen Katholiken in Korklack gehörten zur Pfarrei St. Bruno Insterburg (russisch Tschernjachowsk) im damaligen Bistum Ermland. Heute ist Kurkławki in die Pfarrei Mołtajny (Molthainen, 1938 bis 1945 Molteinen) im jetzigen Erzbistum Ermland einbezogen.

## Verkehr

### Straßen
Kurkławki ist aufgrund seiner Grenzlage lediglich über Landwege zu erreichen, die von Duje (Doyen, 1938 bis 1945 Dugen) oder von der nicht mehr bewohnten Ortsstelle Kanoten (polnisch Kanoty) aus in den Ort führen.

### Schienen
Bis 1945 war Korklack eine Bahnstation an der Bahnstrecke Barten–Gerdauen, die von den Rastenburger Kleinbahnen betrieben wurde. Nach dem Zweiten Weltkrieg wurde die Strecke im polnisch-russischen Grenzgebiet nicht mehr reaktiviert, so dass für Kurkławki keine Bahnanbindung mehr besteht.

## Persönlichkeiten

### Aus dem Ort gebürtig
- Clemens von Klinckowstroem (1846–1902), deutscher Rittergutsbesitzer, Landrat, Mitglied des Preußischen Herrenhauses und des Deutschen Reichstages († 1902)
- Arthur von Klinckowström (1848–1910), deutscher General der Kavallerie des Heeres

### Mit dem Ort verbunden
- Karl Friedrich von Klinckowström (1738–1816), preußischer General und Gutsbesitzer, starb am 21. September 1816 in Korklack